# Trichonta acmodonta
Trichonta acmodonta är en tvåvingeart som beskrevs av Ostroverkhova 1979. Trichonta acmodonta ingår i släktet Trichonta och familjen svampmyggor. Inga underarter finns listade i Catalogue of Life.